# Copelatus lepersonneae
Copelatus lepersonneae är en skalbaggsart som beskrevs av Gschwendtner 1943. Copelatus lepersonneae ingår i släktet Copelatus och familjen dykare. Inga underarter finns listade i Catalogue of Life.